# Chester A. Arthur
Chester Alan Arthur (5. října 1829 – 18. listopadu 1886) byl 21. prezident Spojených států amerických v letech 1881–1885. Ujal se úřadu po atentátu na prezidenta Jamese A. Garfielda. Post viceprezidenta pak zůstal neobsazen (teprve v roce 1967 byl přijat 25. dodatek k ústavě, který stanovil přesná pravidla prezidentského nástupnictví).
Vystudoval Union College a pracoval jako učitel a právník. Za občanské války sloužil v newyorské milici a v letech 1871 až 1878 řídil výběr cla v newyorském přístavu. V Republikánské straně náležel k frakci Roscoe Conklinga, která ho prosadila jako svého kandidáta na viceprezidenta. Po svém nástupu do nejvyšší funkce zavedl regulaci přistěhovalectví a zasloužil se o modernizaci amerického námořnictva. Ačkoli byl zpočátku považován za povolný nástroj oligarchických skupin, dokázal navázat na Garfieldovy reformní snahy a v roce 1883 prosadil Pendletonův zákon, který omezil politické machinace při obsazování vysokých státních úřadů. Arthurovo prezidentství spadá do období ekonomického rozvoje, známého jako pozlacený věk.
Trpěl Brightovou nemocí, která mu komplikovala výkon úřadu, proto se v roce 1884 neucházel o znovuzvolení a republikánským kandidátem na prezidenta se stal James G. Blaine.